# Jana Arnošová
Jana Arnošová (* 28. Oktober 1977) ist eine ehemalige tschechische Handballspielerin.
Die 1,64 m große Rechtsaußen wechselte 2005 vom tschechischen Club TJ Tatran Bohunice Brno zum deutschen Bundesligisten DJK/MJC Trier. Dort wurde sie 2009 kaum noch berücksichtigt und trennte sich in der Folge von dem Verein. Nach einem Jahr Auszeit kehrte sie 2010 unter neuem Trainer in die Mannschaft zurück. Nach einem Kreuzbandriss in der Saison 2011/12 beendete sie ihre aktive Handballkarriere.
Sie absolvierte 88 Länderspiele für Tschechien.